# Мюнхен-Гіршгартен
48°08′37″ пн. ш. 11°31′10″ сх. д. / 48.14353° пн. ш. 11.51948° сх. д.
Мюнхен-Гіршгартен (нім. Bahnhof München Hirschgarten, нім. Hirschgarten) — залізнична станція швидкісної залізниці міста Мюнхен, розташована на захід від станції Мюнхен-Головний.
Розташований на мосту Фріденгаймер і названий на честь сусіднього парку Гіршгартен.
Введена в експлуатацію в грудні 2009 року.
У рамках будівельних робіт другої магістралі в районі станції збудовано два нових стрілочних з’єднання, які введено в експлуатацію 21 серпня 2023 року.

## Громадський транспорт
Зупинка мюнхенської міської електрички ліній S1, S2, S3, S4, S6, S7, S8.
| Лінія | Маршрут | Інтервал | Інтервал в годину пік |
| ----- | --- | -------- | --------------------- |
| S1    | Аеропорт Мюнхен-Термінал – Парк відвідувачів аеропорту – Нойфарн – Ехінг – Логгоф – Унтершлайсгайм – Обершлайсгайм – Фельдмохінг – Фазанері – Моозах – Лайм – Гіршгартен – Доннерсбергербрюке – Гаккербрюкке – Мюнхен-Головний – Карльсплац (Штахус) – Марінплац – Ізартор – Розенгаймер-плац – Мюнхен-Східний – Лойхтенбергрінг | 20 хв    | 20 хв                 |
| S2    | Альтомюнстер – Клайнберггофен – Ердвег – Арнбах – Маркт-Індерсдорф – Нідеррот – Швабгаузен – Багерн – Дахау-штадт – (Петерсгаузен – Фіркірхен-Естерофен – Рермос – Гебертсгаузен –) Дахау – Карльсфельд – Аллах – Унтерменцинг – Оберменцинг – Лайм – Гіршгартен – Доннерсбергербрюке – Гаккербрюкке – Мюнхен-Головний – Карльсплац (Штахус) – Маринплац – Ізартор – Розенгаймер-плац – Мюнхен-Східний – Лойхтенбергрінг – Берг-ам-Лайм – Рім – Фельдкірхен – Гаймштеттен – Груб – Поїнг – Маркт-Швабен – Оттенгофен – Ст. Коломан – Ауфгаузен – Альтенердінг – Ердінг | 20 хв    | 10 хв                 |
| S3    | Маммендорф – Мальхінг – Майзах – Гернлінден – Естінг – Ольхінг – Гребенцелль – Лохгаузен – Лангвід – Пазінг – Лайм – Гіршгартен – Доннерсбергербрюке – Гаккербрюкке – Мюнхен-Головний – Карльсплац (Штахус) – Маринплац – Ізартор – Розенгаймер-плац – Мюнхен-Східний – Ст.-Мартін-штрасе – Гізінг – Фазангартен – Фазаненпарк – Унтерахінг – Тауфкірхен – Фурт – Дайзенгофен – Зауерлах – Оттерфінг – Гольцкірхен | 20 хв    | 10 хв                 |
| S4    | Гельтендорф – Тюркенфельд – (Графрат – Шенгайзінг –) Бухенау – Фюрстенфельдбрук – Айхенау – Пухгайм – Аубінг – Лайенфельсштрасе – Пазінг – Лайм – Гіршгартен – Доннерсбергербрюке – Гаккербрюкке – Мюнхен-Головний – Карльсплац (Штахус) – Маринплац – Ізартор – Розенгаймер-плац – Мюнхен-Східний – Лойхтенбергрінг – Берг-ам-Лайм – Трудерінг – Гронсдорф – Гаар – Фатерстеттен – Бальдгам – Цорнедінг – Егльхартінг – Кірксеон – Графінг-станція (– Графінг-штадт – Еберсберг)                                                                                      | 20 хв    | 10 хв                 |
| S6    | Тутцинг – Фельдафінг – Поссенгофен – Штарнберг – Штарнберг-Північ – Гаутінг – Штокдорф – Планегг – Грефельфінг – Лохгам – Весткройц – Пазінг – Лайм – Гіршгартен – Доннерсбергербрюке – Гаккербрюкке – Мюнхен-Головний – Карльсплац (Штахус) – Маринплац – Ізартор – Розенгаймер-плац – Мюнхен-Східний – Лойхтенбергрінг – Берг-ам-Лайм – Трудерінг – Гронсдорф – Гаар – Фатерстеттен – Бальдгам – Цорнедінг – Егльхартінг – Кірксеон – Графінг-станція – Графінг-штадт – Еберсберг                                                                                    | 20 хв    | 10 хв                 |
| S8    | Гершинг – Зефельд-Гехендорф – Штайнебах – Веслінг – Нойгільхінг – Гільхінг-Аргельсрід – Гайзенбрунн – Гермерінг-Унтерпфаффенгофен – Гартгауз – Фрайгам – Нойаубінг – Весткройц – Пазінг – Лайм – Гіршгартен – Доннерсбергербрюке – Гаккербрюкке – Мюнхен-Головний – Карльсплац (Штахус) – Маринплац – Ізартор – Розенгаймер-плац – Мюнхен-Східний – Лойхтенбергрінг – Дагльфінг – Енгльшалькінг – Йоганнескірхен – Унтерферінг – Ісманінг – Галльбергмоос – Парк відвідувачів аеропорту – Аеропорт Мюнхен-Термінал                                                     | 20 хв    | 10 хв                 |